# Дамаскъс (град, Орегон)
Дамаскъс (на английски: Damascus) е град в окръг Клакамас, щата Орегон, САЩ. Дамаскъс е с население от 9985 жители (2009). Намира се на 214 m надморска височина.